# Карасик, Юрий Михайлович
Юрий Михайлович Карасик (род. 1939) — украинский хозяйственный и государственный деятель, Герой Украины (2009).

## Биография
Родился 27 июля 1939 года в г. Козелец Черниговской области.
В 1961 году закончил Белоцерковский сельскохозяйственный институт по специальности ветеринарный врач.
Женат, имеет 2 сыновей и дочь.

### Деятельность
Трудовую деятельность начал заведующим ветеринарного участка в Козелецком районе Черниговской области. Затем работал преподавателем сельскохозяйственного техникума в Липецкой области, заведующим отдела совхоза-техникума «Победа» в Запорожской области.
- С 1970 года работал на руководящих должностях предприятий системы агропромышленного комплекса СССР в Запорожской и Черниговской областях.
- В 1970—1975 годах — в районном комитете компартии Украины, был членом КПСС.
- В 1975—1981 годах — руководитель Запорожского областного объединения межхозяйственных предприятий животноводства, первый заместитель начальника Запорожского областного управления сельского хозяйства.
- В 1981—1983 годах — заместитель начальника Главптицепрома; начальник Главного управления животноводства и ветеринарии Минсовхоза УССР.
- В 1983—1989 годах — начальник Республиканского производственного объединенияплеменных дел «Укрплемобъединение».
- В 1989—1991 годах — начальник Главного управления внедрения достижений научно-технического прогресса в животноводстве Госагропрома Украинской ССР.
- С августа 1991 года — заместитель Министра; с августа 1992 — первый заместитель Министра сельского хозяйства и продовольствия Украины; с декабря 1992 по август 1995 — Министр сельского хозяйства и продовольствия Украины.
- В 1994 году был избран депутатом Верховной Рады Украины ІІ созыва от Черкасского избирательного округа. Член Комитета Верховной Рады Украины по вопросам аграрно-промышленного комплекса, земельным ресурсам и социально-экономическому развитию села.
- С августа 1995 года — советник Президента Украины по вопросам агропромышленной политики[1].
- С июня 1996 года — исполняющий обязанности председателя[2], а с августа 1996 — председатель Херсонской областной государственной администрации[3].
- С июля 1997 года — Министр агропромышленного комплекса Украины.
- С января 2000 по май 2001 — советник Премьер-министра Украины.
- С апреля 2003 по февраль 2005 — советник Премьер-министра Украины на общественных началах; с апреля 2005 по октябрь 2006 — советник Президента Украины (внештатный)[4][5].

В 2001 году Ю. М. Карасик занялся предпринимательской деятельностью и возглавил ОАО «Племенной завод „Александровка“» (село Чубинское, Бориспольський район Киевской области). В 2002 году на его базе было создано ЗАО «Племенной завод „Агро-регион“».
В 2005 году Юрий Карасик начал распродавать свой бизнес. В 2006 году он избавился от Гнединского молокозавода, который вошёл в австрийский молочный концерн Noem AG. В августе 2008 года «Племенной завод „Агро-регион“» отошел к шведскому инвестиционному фонду East Capital Holding AB. На собрании 13 февраля 2009 года акционеры ЗАО «Племенной завод „Агро-регион“» сняли Юрия Карасика с должности председателя правления.

## Награды и звания
- Звание Герой Украины (с вручением ордена Державы, 23.06.2009 — за выдающиеся личные заслуги перед Украинским государством в укреплении потенциала аграрного сектора экономики, развитие социальной сферы, многолетний самоотверженный труд)[7].
- Награждён советскими орденами «Знак Почёта» (1970) и Трудового Красного Знамени (1975).
- Лауреат Государственной премии Украины в области науки и техники (1993, 2004).
- Заслуженный работник сельского хозяйства Украины (2003).